# The Punisher (fumetto 2001)
The Punisher è una serie a fumetti dedicata al personaggio Punisher (conosciuto in italiano anche come Il Punitore), il cui alter ego è Frank Castle. Viene pubblicata tra il 2001 e il 2004 dalla casa editrice statunitense Marvel Comics. La serie è durata 37 numeri ed è stata distribuita sotto l'etichetta Marvel Knights, supervisionata (in tale periodo) da Nanci Dakesian e Stuart Moore. La pubblicazione affronta temi e situazioni che richiedono linguaggio e violenza esplicita ed è rivolta ad un pubblico più adulto che quello di altri fumetti Marvel Comics. Di conseguenza, a partire dal n.2, appare in copertina l'avvertenza Violent/Mature Content.

## Storia editoriale

### Genesi e ideazione
La serie segue la pubblicazione The Punisher e inizialmente ne mantiene lo stesso duo creativo, cioè Garth Ennis (testi) - Steve Dillon (matite). Rispetto alla precedente questa viene lanciata come serie regolare con periodicità mensile, mentre The Punisher del 2000 era una miniserie di 12 numeri. Nelle storie la figura di riferimento rimane sempre il vigilante fuorilegge Frank Castle e la sua lotta senza quartiere al crimine. La violenza esplecita (talvolta grottesca) e la posizione politicamente scorretta con cui si affronta il problema della giustizia ricalcano fedelmente l'impronta fissata da Garth Ennis da quando ha preso le redini creative del personaggio Punisher. Bisogna sottolineare che come supervisore della serie (insieme a Nanci Dakesian) abbiamo Stuart Moore, stretto collaboratore di Ennis e Dillon anche durante il loro lavoro su Hellblazer e Preacher alla Vertigo (etichetta DC Comics).

### Continuity
Il problema della continuity (o continuità) riguarda il contesto narrativo e la posizione cronologica degli eventi narrati in questa serie del Punitore. Come ogni altra pubblicazione dell'etichetta Marvel Knights anche questa è ambientata nell'Universo Marvel e ne è prova che già nel secondo numero Garth Ennis fa incontrare Punisher con l'Uomo Ragno. Nel corso della serie faranno la loro apparizione altri supereroi tra i più conosciuti e mainstream della Marvel. Dal punto di vista temporale, dagli eventi narrati nella serie precedente (cioè The Punisher) è passato poco più di un anno.

## Storia
Rispetto alla pubblicazione della serie precedente, questa The Punisher non presenta un'unica storia ma è composta da diversi archi narrativi (o Story-arcs in originale) e anche qualche albo autoconclusivo. Questo deriva dalla stessa impostazione della serie che viene proposta come una pubblicazione regolare mensile, senza un limite prefissato per quanto ne riguarda la durata. Anche dal punto di vista creativo risulta quindi essere maggiormente disomogenea dal momento che la gestione della serie non ricade più completamente sul duo Ennis-Dillon, ma vi subentrano anche altri autori (sia per i testi che per i disegni).

### Primo arco narrativo
I primi sei numeri sono curati dal duo Ennis-Dillon (al quale si aggiunge Jimmy Palmiotti alle chine). Questo lo si vede anche dalla storia, la quale si lega alla serie precedente (sempre degli stessi autori). Nei primi due numeri abbiamo difatti il ritorno del Russo (che Frank pensava di aver ucciso) ma che è riuscito a salvarsi grazie a degli impianti cibernetici, diventando una specie di Cyborg. La lotta tra i due è violentissima e Il Punitore si salva solo grazie all'intervento dell'Uomo Ragno. Tra l'altro rivediamo il Detective Soap, che era stato nominato Commissario di Polizia ma viene degradato di nuovo dopo che qualcuno lo ha fotografato con una prostituta. Pensa di suicidarsi ma il Punitore lo ferma e gli affida il compito di essere il suo informatore all'interno del Dipartimento. Paradossalmente gli viene riaffidato il compito di istituire una Task Force anti-Punisher.

### Secondo arco narrativo
Nel mezzo della sua guerra contro le bande e le famiglie mafiose, Frank deve vedersela con Tommy e Tony Casino, due mafiosi ben diversi l'uno dall'altro. Tommy Casino era un pezzo da novanta nella gerarchia newyorchese, prima di andare in Sudamerica per un affare e farsi invece rapire dai suoi soci, guerriglieri insorti locali; senza la sua guida, a New York le famiglie si attaccano a vicenda e questo provoca danni collaterali, ovvero vittime innocenti; Soap suggerisce a Castle di recuperare Casino e riportarlo in patria dove il mafioso negozierà una tregua. Dopo aver affrontato guerriglieri, banditi, ex associati della CIA ed altro, Frank riporta in patria Tommy Casino ed approfitta del meeting tra famiglie per ammazzare più capi possibile. Tony Casino è il fratello minore, in tutti i sensi; è affetto da nanismo e sta distruggendo le famiglie con attacchi a sorpresa, grazie al suo gruppo di nani mafiosi, segando le gambe ad alcuni sopravvissuti; il tutto per sfogare il proprio senso di inferiorità e isolamento. Il Punitore finisce per entrare in questa storia scontrandosi anche con l'x-man Wolverine, che brutalizza sparandogli nell'inguine, scarnificandogli la faccia con una fucilata e passandogli sopra con un rullo compressore.
Mesi dopo l'uscita del numero conclusivo lo scrittore Frank Chen, all'epoca al lavoro sulla testata personale del mutante canadese, darà al suo personaggio una rivincità nell'ultimo numero scritto da lui).

### Terzo arco narrativo
Due brevi storie vedono Frank continuare la sua guerra. Nel primo una banda di spacciatori e dei poliziotti corrotti diventano il suo bersaglio, mentre due poliziotti problematici (uno che picchia la propria convivente, l'altro sul punto di essere corrotto) si mettono in mezzo col loro lavoro. Alla fine, i due moriranno uccidendo la banda e i colleghi corrotti (con un piccolo aiuto da Castle); il Dipartimento di Polizia insabbia le ambiguità dei due per ottenere una coppia di eroi da dare in pasto ai media, mentre Frank riflette che lui non riuscirebbe mai ad abituarsi a regolamenti e procedure. Nel secondo, Frank è nel mezzo di una delle sue operazioni quando incrocia una banda di senzatetto che porta gente ignara tra le grinfie di un folle cannibale che abita nelle fogne.

### Quarto arco narrativo
La saga "Le strade di Laredo" vede il Punitore in trasferta nel Texas, alla ricerca di una banda che spedisce in giro carichi di armi militari; sulla sua strada una locandiera intraprendente e fuori dagli schemi, uno sceriffo omosessuale che ha una storia con un ragazzo, figlio della donna che comanda la banda ricercata da Frank, un prete integralista che non riuscendo a spargere il suo messaggio di odio a parole ricorre ad altri mezzi.

### Quinto arco narrativo
L'ultima storia, "Una banda di idioti", vede Frank trovarsi di fronte una alleanza difficile tra Daredevil, Wolverine e l'Uomo Ragno, che hanno tutti motivo di risentimento nei suoi confronti; i tre vogliono portarlo in galera (anche se le discussioni sul come farlo e quanti pezzi portare abbondano), e il Punitore incontra ostacoli continui sul loro cammino; a togliergli le castagne dal fuoco arriverà il più improbabile degli alleati: uno smemorato Bruce Banner e il suo alter ego verde! Intanto Soap, sempre più disperato e sul punto di crollare, scopre casualmente un lato di sé che non conosceva e si trasferisce a Los Angeles per lavorare nell'industria del porno!